# Molí de Don Pedro
El molí de Don Pedro és un edifici al terme municipal d'Horta de Sant Joan (la Terra Alta) inclòs a l'Inventari del Patrimoni Arquitectònic de Catalunya. Construcció aïllada de planta rectangular als afores del nucli urbà, concretament al sector nord-est del nucli, amb accés actual a través de sendera que parteix des de l'Avinguda de la Generalitat o carretera d'Horta de Sant Joan a Bot. Antigament tenia el seu accés principal per la façana sud-est. Edifici en ruïnes amb estructura tipològica originària de diverses crugies transversals amb jàssera, d'estil popular.
Actualment solament queden els murs estructurals de tancament perimetral de paredat de pedra. Dins d'aquests murs hi ha finestres en planta baixa amb llindes, replanell i dovelles amb llosa de pedra i arc rebaixat adovellat amb la inscripció "1843" a la seva clau. Es poden veure també les obertures més austeres de les finestres de la planta primera, centrades respecte a les obertures de la planta baixa. Els buits interiors restant de l'embigat de fusta del forjat ens indiquen l'existència d'aquesta primera planta. De la forma de façana lateral es pot deduir la coberta que era de dos aiguavessos. El mur posterior i lateral esquerre són els més malmesos, gairebé totalment enderrocats. De la façana posterior queden "gins", grans peces verticals de pedra que feien de contraforts i suportaven els contraforts i suportaven els contrapesos que comprimien els cofins. En aquestes peces es veu la inscripció "1868". Per l'interior del molí resten escampats distints rolls cilíndrics de pedra.